# Castrojeriz
Castrojeriz ou Castrogeriz est une commune située dans le Nord de l’Espagne, dans la comarca (comté ou pays ou arrondissement) d'Odra-Pisuerga, dans la communauté autonome de Castille-et-León, Burgos. C'est aussi le nom du chef-lieu du municipio.
Castrojeriz est une étape sur le Camino francés du pèlerinage de Saint-Jacques-de-Compostelle, après la halte de San Antón, dans le même municipio.

## Géographie
La commune comprend les localités (localidades) ou quartiers (barrios) suivant :
- Castrojeriz, chef-lieu
- Hinestrosa
- San Antón, dépeuplé
- Santa María del Manzano (barrio)
- Tabanera, dépeuplé
- Valbonilla
- Vallunquera
- Villasilos
- Villaveta

La population était de 882 habitants en 2010.

## Démographie
| 1900  | 1910  | 1920  | 1930  | 1940  | 1950  | 1960  | 1970  | 1980  | 1990  | 1996  | 2000 | 2001 | 2010 |
| ----- | ----- | ----- | ----- | ----- | ----- | ----- | ----- | ----- | ----- | ----- | ---- | ---- | ---- |
| 2.407 | 2.365 | 2.231 | 2.360 | 2.125 | 2.067 | 1.904 | 1.241 | 1.254 | 1.124 | 1.105 | 971  | 971  | 882  |

## Culture et patrimoine

### Le pèlerinage de Compostelle
Par le Camino francés du pèlerinage de Saint-Jacques-de-Compostelle, le chemin vient d'Hontanas via le monastère ruiné de San Antón.
La prochaine halte est soit Itero del Castillo via l'Alto de Mostelares, soit directement Itero de la Vega via l'Alto de Mostelares et le Puente Fitero.

### Patrimoine religieux

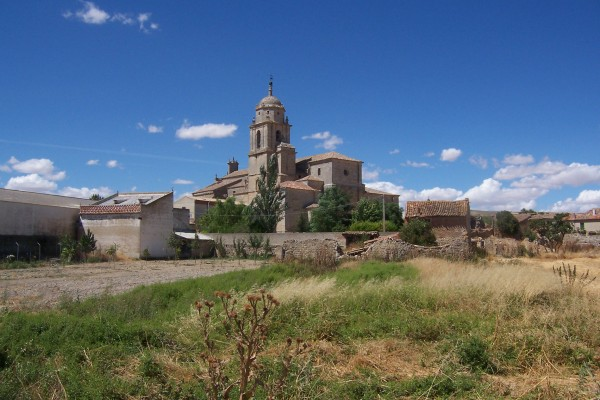
Collégiale de Nuestra Señora del Manzano

- Église de Santa María, San Juan et Santo Domingo

Bien d'intérêt culturel
Date — Initiation : 21/11/1980 — Déclaration : 29/06/1990 — Déclaration BOE : 03/07/1990
Église paroissiale de Santa María, San Juan et Santo Domingo, dans l'archiépiscopat d'Amaya, diocèse de Burgos. Les villes de Castellanos de Castrojeriz, Hontanas, Tabanera de Castrojeriz et Villaquirán de la Puebla en dépendent.
- Église de Notre-Dame du Manzano

- Monastère de Santa Clara

- Ruines du couvent de San Antón

### Patrimoine civil
- Le village

Bien d'intérêt culturel
Catégorie : ENSEMBLE HISTORIQUE

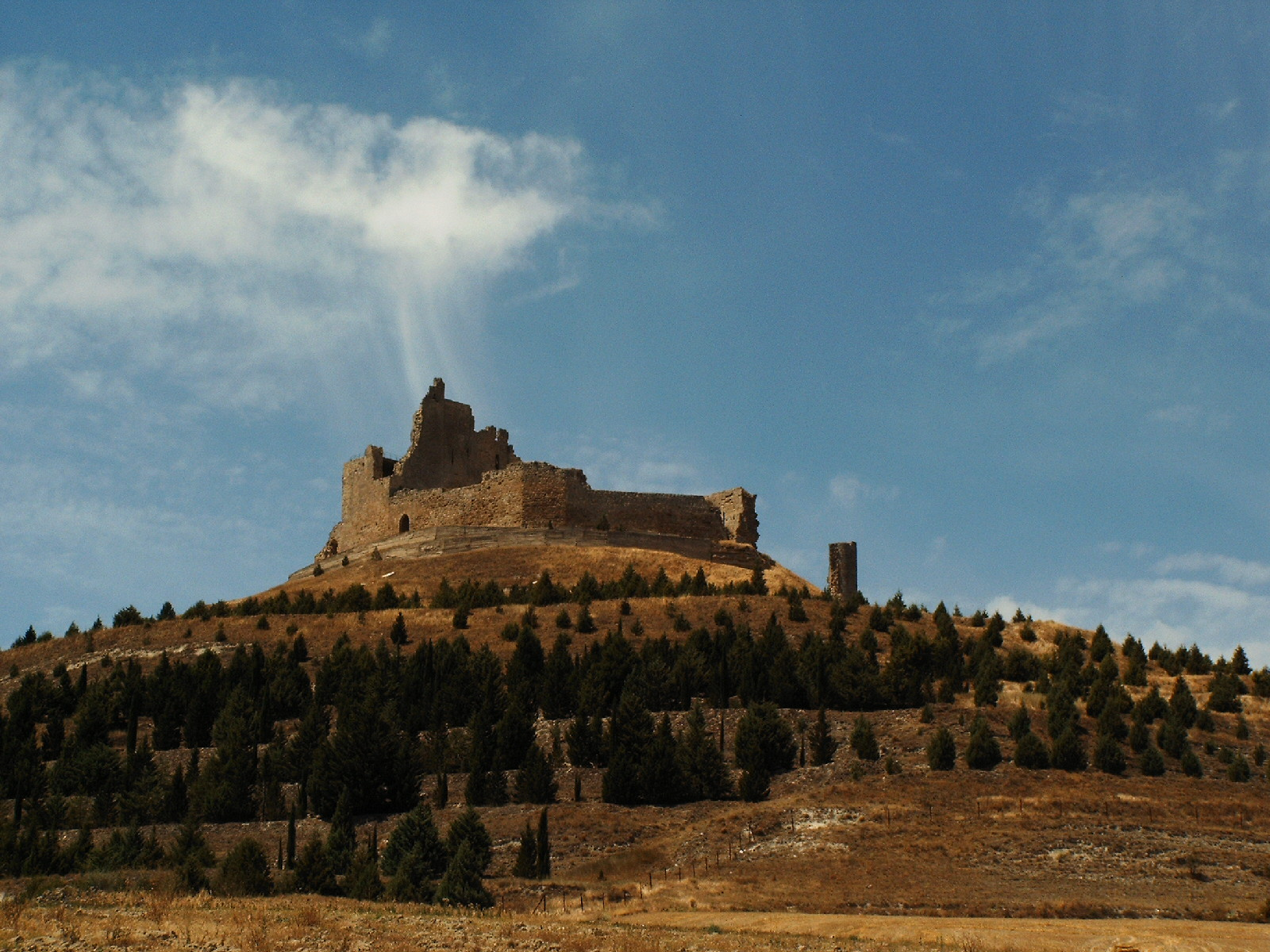
Ruines du castillo de Castrojeriz.

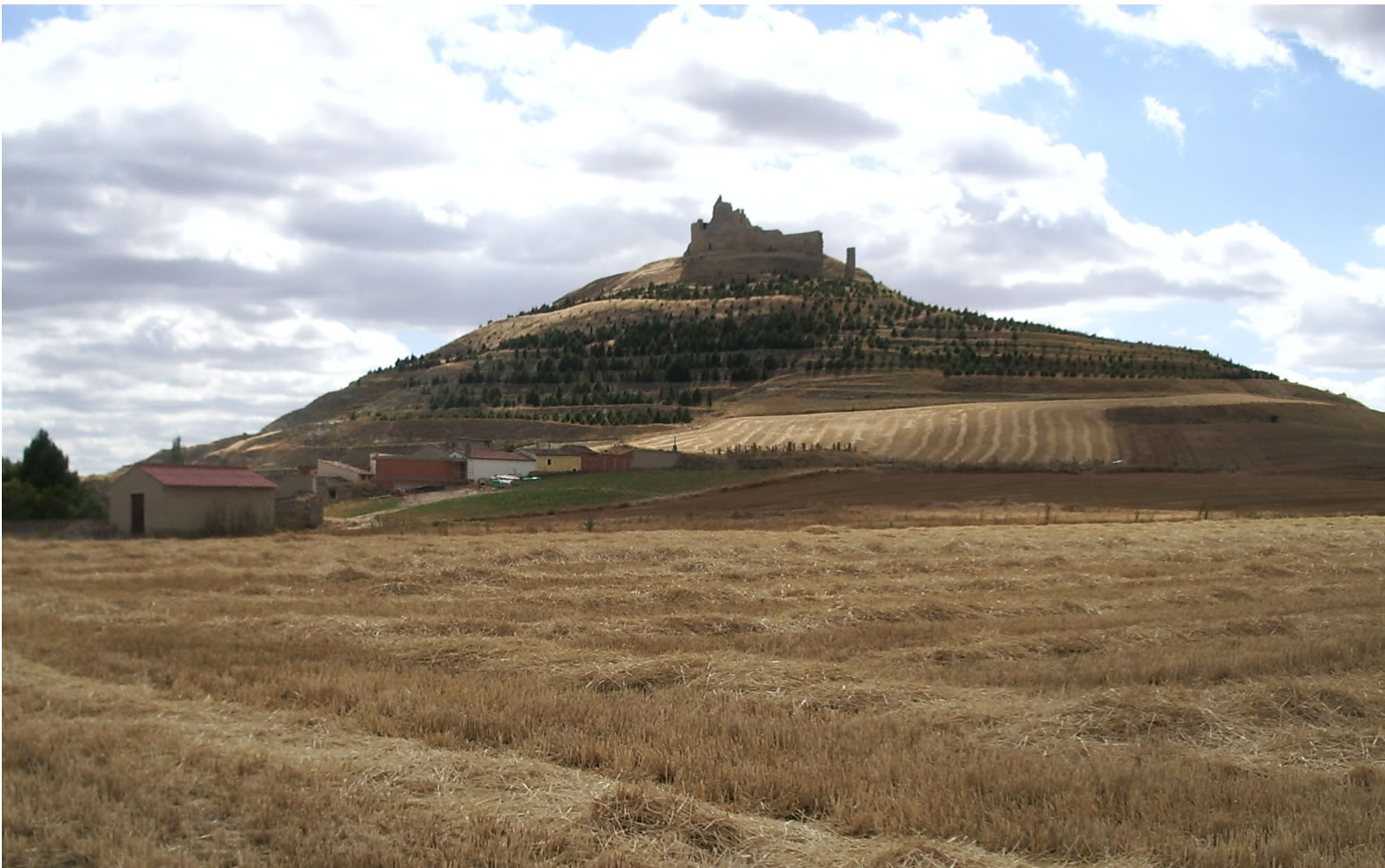
Castrojeriz, le château.

Observations : Partie intégrante du Camino de Santiago délimitée par le décret 324/99 du 23 décembre
Date — Initiation : 20/12/1974 — Déclaration : 20/12/1974 — Déclaration BOE : 31/01/1975
- Château de Castrojeriz

Bien d'intérêt culturel
Date — Initiation : 22/04/1949 — Déclaration : 22/04/1949 — Déclaration BOE : 05/05/1949
En ce lieu, la reine Aliénor de Castille, fille du roi Ferdinand IV de Castille et épouse du roi Alphonse IV d'Aragon, a été assassinée en 1359 sur ordre de son neveu, Pierre Ier. En 2013, les travaux d'amélioration pour elle ont été achevés pour accueillir des visites touristiques.
- Maison appelée "El Fuerte"

Bien d'intérêt culturel
Date — Initiation : 22/04/1949 — Déclaration : 22/04/1949 — Déclaration BOE : 05/05/1949
- La Tour

Bien d'intérêt culturel
Date — Initiation : 22/04/1949 — Déclaration : 22/04/1949 — Déclaration BOE : 05/05/1949
- Pont de Barcena.

- Pont Tabanera.

- Parc éolien

### Sources et bibliographie
- (es) Cet article est partiellement ou en totalité issu de l’article de Wikipédia en espagnol intitulé « Castrojeriz » (voir la liste des auteurs).
- Grégoire, J.-Y. & Laborde-Balen, L. , « Le Chemin de Saint-Jacques en Espagne - De Saint-Jean-Pied-de-Port à Compostelle - Guide pratique du pèlerin », Rando Éditions, mars 2006,  (ISBN 2-84182-224-9)
- « Camino de Santiago St-Jean-Pied-de-Port - Santiago de Compostela », Michelin et Cie, Manufacture Française des Pneumatiques Michelin, Paris, 2009,  (ISBN 978-2-06-714805-5)
- « Le Chemin de Saint-Jacques Carte Routière », Junta de Castilla y León, Editorial Everest